# Оран
Ора́н (араб. وهران‎ — Wahrān) — город-порт на средиземноморском побережье Алжира. Расположен в северо-западной части страны, примерно в 432 км от столицы страны, города Алжир. Административный центр одноимённого вилайета. Население Орана по данным на 2008 год составляет 759 645 человек, а население городской агломерации — около 1 500 000 человек, что делает Оран вторым крупнейшим городом страны.

## Происхождение названия
Название «Оран» происходит от искажённого арабского Wahran, что в переводе с древнего языка берберов означает «Два льва». Местная легенда гласит, что приблизительно в 900 до н. э. на месте современного города обитали львы. Два последних остававшихся льва были убиты поселенцами на горе, что к западу от города. Гора была названа «Львиной». Два льва являются символом города и даже изображены на гербе.

## История
Во времена Римской империи здесь существовало небольшое поселение Unica Colonia, исчезнувшее в ходе арабского завоевания Магриба. Нынешний город был основан андалусскими маврами-торговцами в X веке (903 год). После Севильского погрома 1391 г. в Оран переселилось много евреев из Андалусии, а также с острова Майорка.

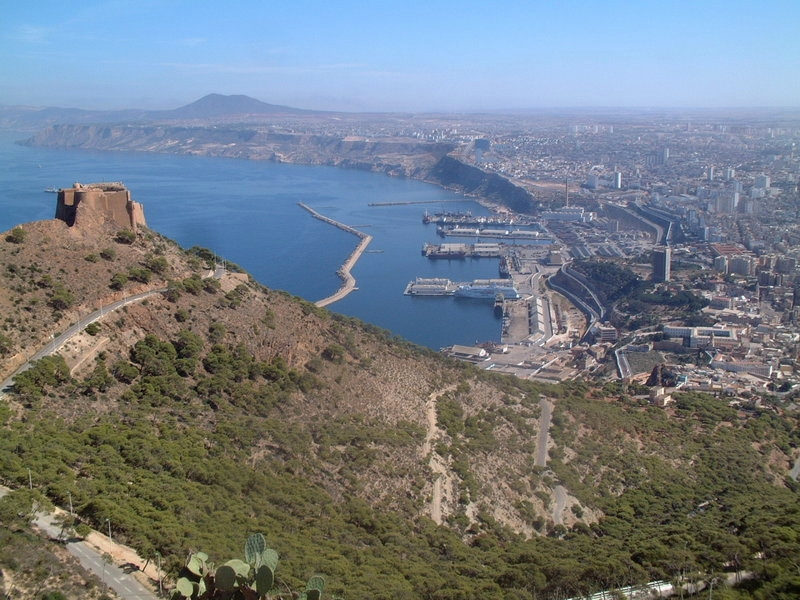
Вид на Оран с Львиной горы

В 1509 году Оран был захвачен испанцами, которых иногда называют «вторыми основателями города». Они построили на береговой линии три форта: Санта-Крус, Форт-де-ла-Муне и Форт Сент-Филип. В 1609 году, после указа о высылке из Испании морисков, многие из них были депортированы в Оран.
В 1708 году Оран был завоёван Османской империей, в 1732 году отвоёван испанской военной экспедицией графа Монтемара. Рано утром 9 октября 1790 года землетрясение совершенно разрушило город, погибло много людей. Сильно пострадали городские стены. В связи с утратой Ораном экономического и стратегического значения, король Kaрл IV (1788—1808) начал переговоры с беем Алжира об уступке Орана за соответствующее вознаграждение. 12 сентября 1791 года был подписан испано-алжирский договор о мире и дружбе (подтверждённый в 1792 году османскими суверенами Алжира).
В 1831 году город перешёл к Франции. В эпоху французского колониализма город являлся столицей 92-го департамента Оран. К концу XIX века Оран восстановил свой экономический потенциал и являлся первым по торговле городом во Французском Алжире. Он был хорошо укреплен. Население составляло 74,5 тысяч жителей.
В первые годы Второй мировой войны Оран находился под контролем Режима Виши, а в декабре 1942 г. захвачен силами Антигитлеровской коалиции.

Арабо-французская карта Орана

До начала алжирской войны за независимость концентрация европейцев (ок. 85 % в 1921 году и 65 % в 1954-м) в Оране являлась самой высокой среди всех городов в Северной Африке. Переломным моментом в истории города стала Оранская резня. После Эвианских соглашений марта 1962 года, ознаменовавших независимость Алжира, новые власти Алжира гарантировали безопасность европейского населения. Однако, утром 5 июля 1962 года 7 катиб (вооружённых отрядов) ФНО вступили в Оран и в течение нескольких часов убивали европейцев (многие были подвергнуты пыткам).
Между тем, французские силовые структуры получили из Парижа приказ «не двигаться с места», что и оставило пье-нуаров беззащитными. Французская жандармерия, в конце концов, всё же, вмешалась и остановила резню. Количество жертв резни ныне оценивается в 3500 мужчин, женщин и детей. Вмешательство жандармерии было прямым нарушением вышеупомянутого приказа де Голля. В скором времени большинство проживавших в Оране европейцев и евреев бежало во Францию. Часть евреев уехала в Израиль. Оранцы испанского происхождения переехали в Испанию, в провинцию Аликанте.
На судебном процессе 1963 года французский офицер-патриот Жан Бастьен-Тири упомянул Оранскую резню как пример «геноцида европейского населения Алжира».
В 1960-х Оран стал важнейшим финансовым и культурным центром Западного Алжира.

## География и климат
Оран находится на северо-западе Алжира, на побережье Средиземного моря. Его омывают воды Оранского залива, который окаймлён небольшими мысами, образующими удобную гавань. Неподалёку от города находятся острова Хабибас, где стоит маяк, указывавший путь судам, направлявшимся в Оран.
Климат города характеризуется как субтропический с жарким и сухим летом, прохладной и влажной зимой. Годовая норма осадков составляет 326 мм, причём почти все они выпадают в период с ноября по май.
| Показатель                    | Янв. | Фев. | Март | Апр. | Май  | Июнь | Июль | Авг. | Сен. | Окт. | Нояб. | Дек. | Год   |
| ----------------------------- | ---- | ---- | ---- | ---- | ---- | ---- | ---- | ---- | ---- | ---- | ----- | ---- | ----- |
| Абсолютный максимум, °C       | 26,4 | 33,0 | 36,6 | 33,2 | 40,0 | 39,5 | 45,8 | 43,8 | 40,6 | 39,0 | 33,0  | 30,8 | 45,8  |
| Средний суточный максимум, °C | 16,6 | 17,7 | 19,7 | 21,5 | 23,9 | 27,7 | 30,5 | 31,6 | 29,0 | 25,2 | 20,6  | 17,7 | 21,5  |
| Средняя температура, °C       | 10,9 | 12,1 | 13,9 | 15,7 | 18,6 | 22,3 | 24,9 | 25,9 | 23,3 | 19,6 | 15,1  | 12,2 | 16,9  |
| Средний суточный минимум, °C  | 5,1  | 6,5  | 8,1  | 10,0 | 13,2 | 16,9 | 19,4 | 20,1 | 17,7 | 14,0 | 9,5   | 6,7  | 12,3  |
| Абсолютный минимум, °C        | −3   | −3   | −1,3 | 0,0  | 3,0  | 5,0  | 11,0 | 9,0  | 7,7  | 3,0  | 0,0   | −6,1 | −6,1  |
| Норма осадков, мм             | 43,6 | 44,4 | 35,0 | 29,6 | 27,2 | 3,8  | 1,8  | 2,7  | 13,2 | 24,8 | 55,5  | 45,2 | 326,8 |
| Источник:                     |      |      |      |      |      |      |      |      |      |      |       |      |       |

## Наши дни
Сегодня Оран является одним из крупнейших портов в Северной Африке. Это также важный финансовый и культурный центр. В городе расположен второй по величине в Алжире университет Es Sénia.

## Культура
Пригород Орана, Сиди эль-Хари — родина музыкального стиля раи и двух его самых известных исполнителей — Шеба Халеда и Рашида Таха.

## Города-побратимы
- Аликанте, Испания
- Бордо, Франция[7]
- Гданьск, Польша
- Дакар, Сенегал
- Дурбан, ЮАР
- Зарка, Иордания
- Сфакс, Тунис

## Достопримечательности
- Мечеть Мохамед-бея аль-Кадира — самая старая мечеть Орана.
- Мечеть Абд аль-Хамида Бен Бадиса
- Мечеть Имама Эль-Хуари
- Мечеть Хасана-паши
- Собор Святейшего Сердца Иисуса — бывший кафедральный собор епархии Орана, в настоящее время в нём располагается публичная библиотека[8].
- Большая синагога — была одной из семнадцати синагог, конфискованных алжирским правительством. Теперь она называется мечеть Абдаллы Бен Салема[9].

## Интересные факты
- В Оране происходит действие романа нобелевского лауреата Альбера Камю «Чума».
- В Оране 1 августа 1936 года родился Ив Сен-Лоран, французский кутюрье.
- Большая синагога в Оране была ликвидирована в 1975 году.